# Buslijn 199 (Amstelveen-Schiphol)
Buslijn 199 is een buslijn van Connexxion uit de regio Amsterdam van Amstelveen naar Schiphol P30. De lijn is onderdeel van het Schiphol Sternet (sinds december 2017 Schipholnet), dat tot 2011 een samenwerkingsverband tussen Connexxion en het GVB was, maar nu uitsluitend van Connexxion is.

## Geschiedenis

### Lijn 12
Lijn 199 begon bij streekvervoerder Maarse & Kroon op 30 mei 1965 als lijn 12 en verbond het Europaplein en de Amsterdamse nieuwe RAI rechtstreeks met Amstelveen.

### Lijn 20
Op 7 mei 1967 bij de opening van het toen geopende Schiphol-Centrum werd de lijn vanuit Amstelveen daarheen doorgetrokken. Bij Maarse & Kroon was het net als bij andere streekvervoerders gebruikelijk de doorgaande lijnen op ronde tientallen te nummeren en aantakkende lijnen opvolgend. Daarom werd lijn 12 vernummerd in lijn 20 terwijl de al bestaande lijn 20 naar Vinkeveen werd vernummerd in lijn 11.

### Lijn 10
In 1973 fuseerde het bedrijf met NBM tot Centraal Nederland; omdat NBM al een lijn 20 had rijden werd de 20 van MK in 10 vernummerd en doorgetrokken naar Amstelstation. Lijn 29 naar Uithoorn reed in Amsterdam versterkingsritten tot aan Buitenveldert.

### Lijn 173
In 1980 begon CN met het omhoognummeren van lijnnummers om doublures weg te werken. Het nummer 110 was al in gebruik en dus werd lijn 10 medio 1981 in 173 vernummerd en overgeplaatst van garage Aalsmeer naar de garage Amstel III in de Bijlmermeer. Ook werd de route in Amstelveen-Zuid steeds verlegd bij het gereed komen van nieuwe wijken. In mei 1983 werd lijn 148 (ex-(1)28) opgeheven; lijn 173 nam de korte ritten naar Bovenkerk over en werd ieder uur doorgetrokken naar Aalsmeer. In 1985 werden dit traject afgesplitst tot de eerste lijn 176.
In 1990 verzorgde het GVB vanuit Amstel III spitsdiensten tussen Amstelstation en VU/ de Boelelaan; daar de GVB bussen het lijnnummer 173 niet in de lijnfilm hadden werden de bussen ingefilmd als nachtlijn 73.

### Lijn 169
Met de opening van de Amstelveenlijn in december van dat jaar werd lijn 173 vernummerd in 169 en doorgetrokken naar het Muiderpoortstation. De lijn reed om en om met buslijn 8 naar Buitenveldert en deze lijn werd voor de duidelijkheid vernummerd in lijn 69, zodat voor de passagiers een duidelijk verband ontstond tussen de korte lijn 69 en de lange lijn 169.
Door het uitvallen van sneltramlijn 51 werd de frequentie op het Amsterdamse traject verhoogd naar een 5-minutendienst, waarbij steeds eenmaal lijn 169 reed en tweemaal lijn 69. Na de zomer werd de frequentie weer teruggebracht tot 7.5 minuut, waarbij op lijn 69 GVB gelede bussen werden ingezet. Doordat lijn 69 met gelede bussen reed en lijn 169 met standaardbussen ontstond een onregelmatige dienstuitvoering.
Mede om deze reden werd met de zomerdienst 1993 versterkingslijn 69 aan CN overgedragen en werden beide lijnen (weer) ingekort tot het Amstelstation, waarbij GVB lijn 15 het traject naar het Muiderpoortstation overnam. Dit was net als bij de oude lijn 69 naar Badhoevedorp.
In 1994 werd CN opgedeeld (feitelijk teruggesplitst) in NZH en Midnet; lijn 169 was voortaan een NZH-lijn. Later werd lijn 69 vanaf de De Cuserstraat verlengd naar Plein 1960 in Amstelveen en buiten de spitsuren geheel opgeheven, behalve op die tijden dat lijn 169 slechts een halfuursdienst reed.

### Lijn 199

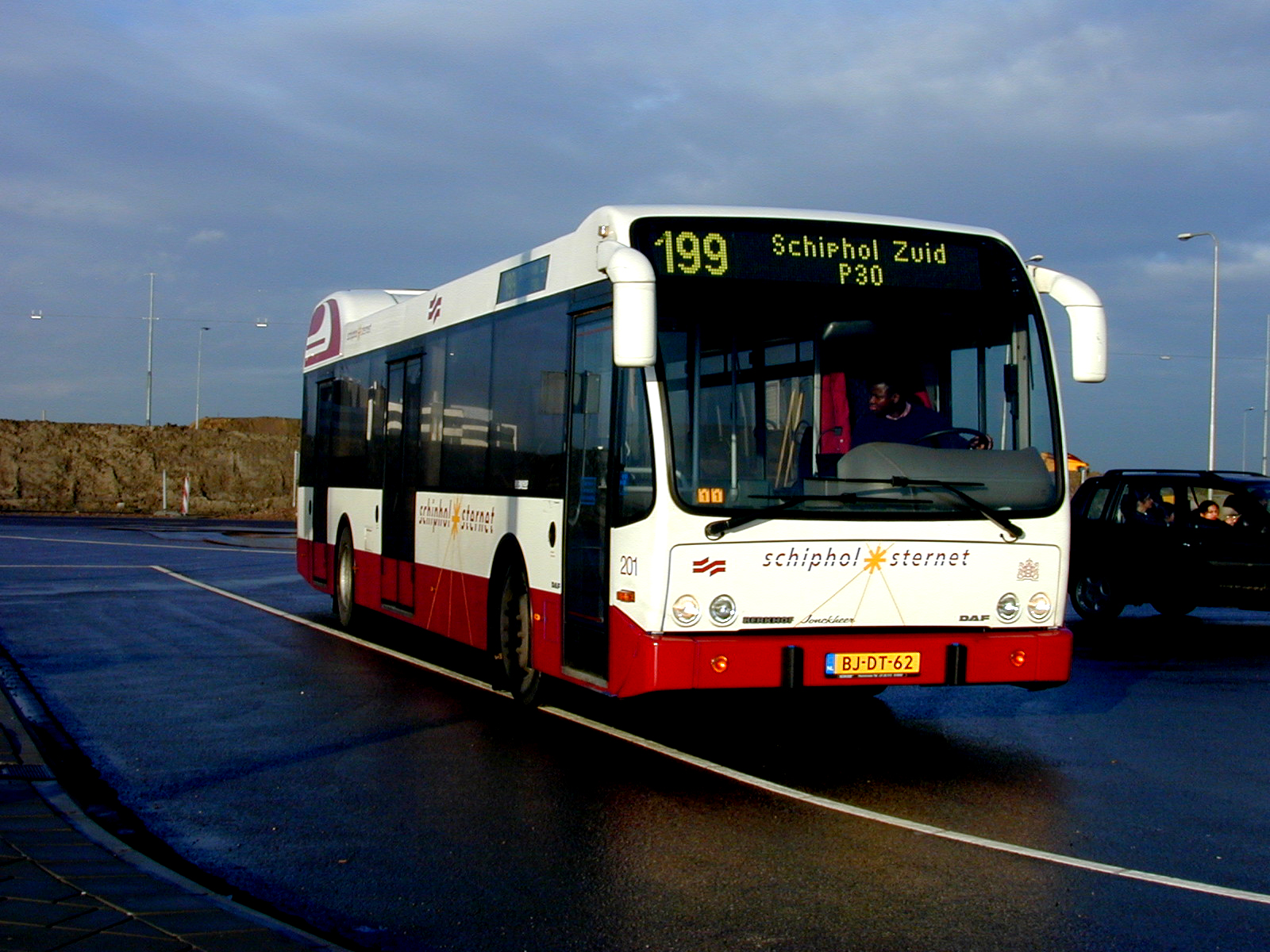
Beplakte tijdelijk Sternetbus 201 op lijn 199

In 1999 fuseerden NZH en Midnet met de omringende streekvervoerders tot Connexxion; lijn 169 werd in maart 2000 vernummerd in Sternetlijn 199 en met de zomerdienst 2000 werd lijn 69 vervangen door Amstelveenlijn 66. Beide lijnen (evenals lijn 65/165) gingen naar het GVB maar door gebrek aan voldoende buschauffeurs bleven in de zomer 2000 Connexxion-bussen rijden. In september 2000 werden beide lijnen dan echt teruggegeven aan het GVB maar nu verzorgde Connexxion voor een jaar de dienst op lijn 65/165. Het GVB reed de lijnen vijf-en-een-half jaar.
Connexxion verwierf in 2006 de concessie Amstelveen (met uitzondering van nachtlijn 354) waarop lijnen (1)65, (1)66 en 199 een nieuw eindpunt kregen bij station Amsterdam Zuid. Met ingang van de dienstregeling 2012 werden de lijnen 165 en 166 opgeheven en verdwenen deze bij station Zuid. Op 10 december 2017 werd lijn 199 ingekort tot Schiphol Airport (stille uren Knooppunt Schiphol Noord) - Amstelveen Westwijk en werd het traject in Amstelveen overgenomen door de weer ingestelde lijn 165, lijn 167 en de verlegde lijn 174.
Op 25 augustus 2019 werd lijn 199 weer doorgetrokken naar de wijk Middenhoven, maar de eindhalte werd Praam, hierdoor heeft Middenhoven weer een rechtstreekse verbinding met Schiphol waarbij de halte Hammarskjöldsingel weer in gebruik werd genomen.
Op 3 januari 2021 werd de lijn weer doorgetrokken tot het busstation van Amstelveen, hiermee kreeg ook de wijk Groenelaan weer een aansluiting op het Schipholnet.